# Tejeda y Segoyuela (kommunhuvudort)
Tejeda y Segoyuela är en kommunhuvudort i Spanien.   Den ligger i provinsen Provincia de Salamanca och regionen Kastilien och Leon, i den centrala delen av landet, 200 km väster om huvudstaden Madrid. Tejeda y Segoyuela ligger 926 meter över havet och antalet invånare är 113.
Terrängen runt Tejeda y Segoyuela är platt åt nordost, men åt sydväst är den kuperad. Terrängen runt Tejeda y Segoyuela sluttar norrut. Runt Tejeda y Segoyuela är det ganska glesbefolkat, med 22 invånare per kvadratkilometer. Närmaste större samhälle är Tamames, 7,5 km väster om Tejeda y Segoyuela. Omgivningarna runt Tejeda y Segoyuela är huvudsakligen savann.